# العقبة هي الطريق
العقبة هي الطرق، الفن الخالد لتحويل المحاكمات في انتصار هو الكتاب الثالث للمؤلف ريان هوليداي وتم نشره عام 2014م. إنه قائم بشكل فضفاض على الفلسفة الهيلينية للرواقية، باعت أكثر من 100000 نسخة منذ صدوره وترجمت إلى 17 لغات.

## نظرة عامة
اُقتبس عنوان الكتاب من كتاب تأملات، وهي سلسلة كتابات شخصية للإمبراطور الروماني ماركوس أوريليوس: "إن العائق يدفعنا للمضي قدماً". وما يعيق لنا الطريق يمهد لنا الطريق بشكل أو بأخر". تستمد العطلة من التأملات وأوريليوس وفلسفة الرواقية لتوسيع فكرة أن مايميزنا هي طريقة استجابتنا للعقبات. يقول هوليداي بأن العوائق لا تمنع النجاح، فهي تخلق النجاح ويجب على القراء أن يروا "من خلال الجانب السلبي، ما وراء الجانب السفلي منه، وفي النتيجة الطبيعية: الإيجابية".
أُسس عنوان الكتاب بناء على ثلاثة فروع: الإدراك والعمل والإرادة. يمثل كل قسم حكايات وشخصيات تاريخية من السياسة والتجارة والرياضة والتاريخ بما في ذلك ثيودور روزفلت وديموستينس وجون دي روكفلر وأميليا إيرهارت ولورا إينغلس وايلدر وأوليسيس إس غرانت وباراك أوباما وستيف جوبز، من بين آخرين.
في مايو 2014، كان عنوان الكتاب موشومًا على ساعده للعطلة. تم تضمين الكتاب في «أفضل 10 كتب في الصيف» لجير باترول، وتم تسميته كأحد كتب رجال الأعمال التي يجب قراءة كتب العطلات.
تم نشر الكتاب الصوتي لـ العقبة هي الطريق لاحقًا بواسطة تيم فيريس.

## الاستقبال والتأثير
بعد إصدار الكتاب، نُشر الكتاب رويداً رويدا عبر مجتمع رياضة، بعد قراءة عدة رياضيين بارزين ومدربين رئيسيين، مثل جو مادون من فريق شاكاغو كابز، ومدرب كرة السلة التحرير شاكا سمارت، ومحترف التنس جيمس ماكجي، دوري كرة القدم الأمريكية لينمان غاريت جيلكي، الحائزة على الميدالية الذهبية الأولمبية شاندرا كروفورد، وآخرين في طريقهم إلى الفوز في سوبر بول 2014، قام مايكل لومباردي وبيل بيليشيك من فريق نيو إنجلاند باتريوتس بتوزيع نسخ من العقبة هي الطريق على الطاقم واللاعبين. في موسم 2015، قام مدير عام سياتل سي هوكس جون شنايدر وبيت كارول بتوزيع الكتاب حول غرفة خلع الملابس للفريق.

## روابط خارجية
- TEDxUofChicago «تفاؤل رواقي» بقلم رايان هوليداي
- ستيفن ماكجينتي: الرومان ينقذون الإسكتلندي في يونيو 2014